# Aaron Ross
(en) Statistiques sur pro-football-reference
Aaron Jermaine Ross, né le 15 septembre 1982 à San Antonio (Texas), est un américain, joueur professionnel de football américain qui a évolué au poste de cornerback. 
Il est par ailleurs le compagnon de l'athlète Sanya Richards, championne du monde du 400 m.
Il est engagé par les Giants de New York lors du premier tour de la Draft 2007 de la NFL. Avec les Giants, il remporte le Super Bowl XLII et le Super Bowl XLVI joué à chaque fois contre les Patriots de la Nouvelle-Angleterre. 
Il a évolué au niveau universitaire avec l'équipe des Longhorns du Texas où il a remporté en 2006, comme défensive back, le Jim Thorpe Award.
Ross a aussi joué pour les Jaguars de Jacksonville et les Ravens de Baltimore.

## Les débuts en High School
Ross intègre la John Tyler High School de Tyler au Texas où il joue pendant trois ans sous la direction de l'entraîneur Allen Wilson à divers postes dans l'équipe de football américain (quarterback, wide receiver et running back) .  
En 2001, comme senior, il est sélectionné dans la seconde équipe de la Class 5A All-State à la suite de ses 6 interceptions, ses 3 fumbles recouverts et ses 3 coups de pied bloqués.  
Comme junior, il retourne un fumble, bloque un punt et gagne 350 yards à la course en 46 portées, marque 5 TDs réceptionne 5 passes pour un gain global de 200 yards et 2 TDs.  
Son record de carrière (362 yards gagnés en 1 match) survient lors d'un match contre l'équipe de Katy High School en 2001. Ross enregistre également 3 interceptions et 1 TD à la course lors d'un match contre Fair Park High School la même saison.  Son meilleur match a lieu contre John Marshall High School lorsqu'il gagne 272 yards, inscrit 2 TDs à la course et réalise 1 interception. 
Comme sophomore, Ross joue à la Fox Tech High School de San Antonio au Texas. Il y gagne 486 yards à la course en inscrivant 9 TDs mais réceptionne également 11 passes pour un gain global de 382 yards en inscrivant 3 TDs. Il y intercepte également 5 passes et réalise 10 blocs de coup de pied.

## En NCAA

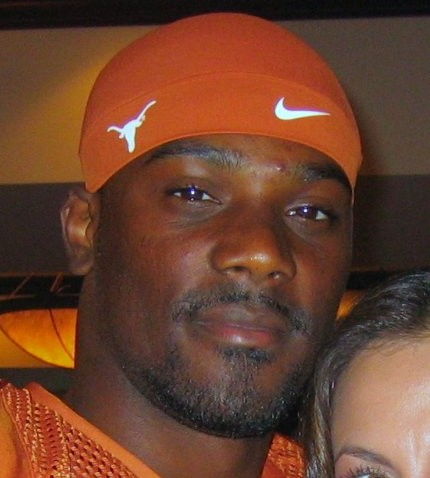
Ross chez les Longhorns du Texas.

Ross est engagé en 2002 par les Longhorns du Texas mais il est inéligible et ne peut donc jouer au cours de cette première année. 
En 2003, il participe à 13 matchs en compagnie de Nathan Vasher comme cornerback gauche, réalisant 27 tacles (dont 23 en solo), un arrêt pour perte et deux passes déviées. 
Il est replacé à droite en compagnie de Tarell Brown en 2004 et joue 12 matchs compilant 38 tacles (dont 28 en solo), 1 interception et 3 passes déviées. Il effectue 18 retours de punt pour une moyenne de 7,6 yards gagnés. 
Comme junior, il débute 2 matchs comme titulaire et est classé 10e de la nation à ce poste, dont une moyenne de 14,7 yards gagnés sur les 34 retours de punt joués avec 2 retournés en TDs. Il réalise également 3 interceptions et 9 passes déviées. Il est classé 7e de son équipe au nombre de tacles (62 dont 35 en solo) auquel on peut ajouter 2 arrêts derrière la ligne de scrimmage.
Finalement, il est titulaire à son poste en 2006. Il fait partie des équipes All-American et All-American Big 12. Il remporte également le Thorpe Award winner (meilleur defensive back de la saison). Il est classé 3e meilleur joueur défensif de l'année avec 80 tacles dont 59 en solo. Il réussit également 1 sack, 2 arrêts pour perte et 19 passes déviées. Il provoque également 3 fumbles dont deux recouverts et 1 transformé en TD. Il obtient une moyenne de 10,4 yards lors de ses 23 retours de punt.
En 51 matchs avec Texas, Ross en débute 15 comme titulaire.  Il compile 205 tacles (dont 145 en solo), 1 sack avec un gain d'1 yard, 5 arrêts pour perte de 21 yards, et 1 pression sur le quarterback. Il provoque 3 fumbles , en recouvre 2 et en retourne 1 pour un TD. Il dévie 33 passes et en intercepte 10 grâce auxquelles il gagne 111 yards (moyenne de 11.1). Il retournera 79 punts pour 893 yards (moyenne de 11.8) et 3 TDs, ainsi que 2 kickoffs pour un gain total de 53 yards (26.5 de moyenne). 
Rosse a fait partie d'une classe exceptionnelle à Texas, laquelle a produit plusieurs joueurs ayant évolué en NFL après avoir gagné le Championnat NCAA de football américain 2004 en gagnant le Rose Bowl 2005 :
- Rodrique Wright
- Justin Blalock
- Brian Robison
- Kasey Studdard
- Lyle Sendlein
- David Thomas
- Selvin Young
- Vince Young.

## En NFL

### Giants de New York: 2007 à 2011

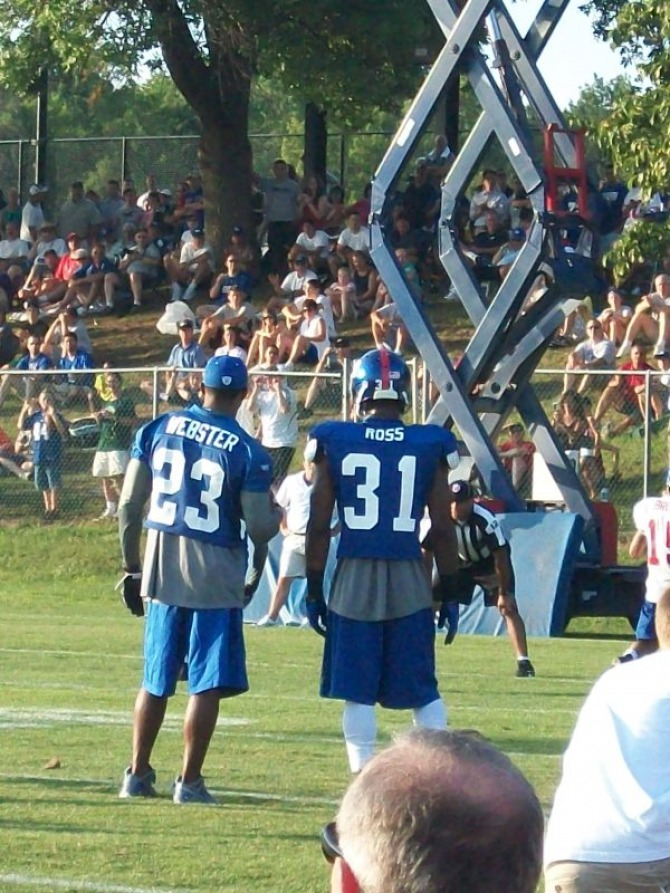
Ross et Corey Webster au camp d'entraînement en 2010.

Ross est acquis au premier tour de la Draft 2007 de la NFL en 20e position globale par les Giants de New York. Il faisait partie des sept joueurs des Longhorns du Texas sélectionnés par les équipes de NFL lors de cette Draft. 
Il réalise les deux premières interceptions de sa carrière lors de la 5e semaine contre les Jets de New York, transformant la seconde interception en TD, le premier de sa carrière. Comme rookie, Ross enregistre 42 tacles, 2,5 sacks pour perte, 1,5 sacks, 9 passes défendues et 3 interceptions qu'il retourne pour un gain global de 51 yards (le TD de 43 yards inclus).
Plus tard, Ross aide les Giants à gagner le Super Bowl XLII en battant les Patriots de la Nouvelle-Angleterre. Comme titulaire, il enregistre 12 tacles, 2 tacles pour perte et une passe défendue lors des 4 matchs de playoffs.
Lors de sa seconde saison chez les Giants, en 2008, Ross enregistre 52 tackles (4 pour perte), 8 passes défendues et 3 interceptions (58 yards retournés dont 1 TD de 50 yards. Les Giants terminent avec un bilan de 12 victoires pour 4 défaites, mais sont battus lors par les Eagles de Philadelphie en playoffs lors du Divisional Round.
Ross manque 9 matchs au cours de la saison 2009 à la suite d'une tendon. Il revient en novembre et joue 4 matchs avant de se blesser à nouveau à un tendon à la mi décembre.
Avant le début de la saison 2011, son coéquipier Terrell Thomas est placé sur injured reserve ce qui libère la place de titulaire pour Ross. Les Giants remportent le Super Bowl XLVI en battant à nouveau les Patriots de la Nouvelle-Angleterre.

### Jaguars de Jacksonville: 2012
En mars 2012, pendant la période de la Free agency, les Jaguars de Jacksonville engagent CB Ross pour une durée de trois ans pour 15 millions de $. La transition est difficile pour Ross lequel arrive chez une équipe affichant un très mauvais bilan de 2 victoires pour 14 défaites en provenance d'une équipe ayant gagné deux Super Bowl. 
Son court passage à Jacksonville a vu Ross lutter en permanence contre les blessures. Il s'attire l'ire des fans des Jaguars en décrivant son temps à Jacksonville comme «de belle vacances payées en Floride». Il s'excusera par la suite.²
Ross est remercié le 8 mars 2013 après le début de la Free Agency par le nouveau manager Dave Caldwell.

### Giants de New York: 2013
Ross signe chez les Giants de New York le 12 mars 2013, juste quatre jours après avoir été remercié par les Jaguars. Après la quatrième semaine de la saison régulière 2013, il se blesse au dos ce qui met un terme à sa saison.

### Ravens de Baltimore: 2014
Le 20 juin 2014, Ross signe chez les Ravens de Baltimore. Le 24 juillet 2014, Ross se blesse au Tendon d'Achille ce qui met un terme à sa saison.

### Browns de Cleveland: 2015
Ross signe chez les Browns de Cleveland le 16 août 2015 mais est remercié le 31 août 2015. Il n'est plus engagé par aucune équipe par la suite.

## Statistiques en NFL
| Année                     | Équipe                    | MJ |       | Plaquages | Plaquages | Plaquages | Plaquages |       | Interceptions | Interceptions | Interceptions | Interceptions |  | Fumbles | Fumbles |
| Année                     | Équipe                    | MJ | Total | Seul      | Ast.      | Sacks     | Nb.       | Yards | Déf.          | TD            | Nb.           | Rec.          |  |         |         |
| 2007                      | NY Giants                 | 15 | 42    | 35        | 7         | 1,5       | 3         | 51    | 9             | 1             | 0             | 0             |  |         |         |
| 2008                      | NY Giants                 | 15 | 52    | 46        | 6         | 0         | 3         | 58    | 8             | 1             | 0             | 0             |  |         |         |
| 2009                      | NY Giants                 | 4  | 10    | 8         | 2         | 0         | 0         | 0     | 0             | 0             | 0             | 0             |  |         |         |
| 2010                      | NY Giants                 | 15 | 36    | 25        | 11        | 1         | 0         | 0     | 4             | 0             | 0             | 0             |  |         |         |
| 2011                      | NY Giants                 | 16 | 60    | 46        | 14        | 0         | 4         | 19    | 12            | 0             | 0             | 0             |  |         |         |
| 2012                      | Jacksonville              | 14 | 46    | 37        | 9         | 0         | 0         | 0     | 3             | 0             | 0             | 0             |  |         |         |
| 2013                      | NY Giants                 | 4  | 4     | 4         | 0         | 0         | 1         | 9     | 5             | 0             | 0             | 0             |  |         |         |
| Totaux chez les NY Giants | Totaux chez les NY Giants | 69 | 194   | 164       | 40        | 2,5       | 11        | 137   | 38            | 2             | 0             | 0             |  |         |         |
| Totaux carrière en NFL    | Totaux carrière en NFL    | 83 | 250   | 201       | 49        | 2,5       | 11        | 137   | 41            | 2             | 0             | 0             |  |         |         |

| Année                          | Équipe                         | MJ |       | Plaquages | Plaquages | Plaquages | Plaquages |       | Interceptions | Interceptions | Interceptions | Interceptions |  | Fumbles | Fumbles |
| Année                          | Équipe                         | MJ | Total | Seul      | Ast.      | Sacks     | Nb.       | Yards | Déf.          | TD            | Nb.           | Rec.          |  |         |         |
| 2007                           | NY Giants                      | 4  | 12    | 9         | 3         | 0         | 0         | 0     | 1             | 0             | 0             | 0             |  |         |         |
| 2008                           | NY Giants                      | 1  | 2     | 2         | 0         | 0         | 0         | 0     | 0             | 0             | 0             | 0             |  |         |         |
| 2011                           | NY Giants                      | 1  | 12    | 11        | 1         | 0         | 0         | 0     | 3             | 0             | 0             | 0             |  |         |         |
| Totaux en séries éliminatoires | Totaux en séries éliminatoires | 6  | 26    | 22        | 4         | 0         | 0         | 0     | 4             | 0             | 0             | 0             |  |         |         |

## Vie privée
Dès les premiers jours de 2003 à l'Université du Texas, Ross se lie avec  Sanya Richards, une étudiante y pratiquant l’athlétisme. Ils se fiancent en 2007 et se marient le 26 février 2010. Sanya est une athlète de très haut niveau qui gagnera pour les États-Unis 3 médailles d'or et 1 médaille de bronze lors des Jeux Olympiques de 2008 et 2012. Leur mariage sera diffusé lors d'une émission de télévision nommée Platinum Weddings. Sa vie de couple est diffusée dans une émission de téléréalité dénommée Sanya's Glam and Gold,.
Ils attendent leur premier enfant pour l'été 2017.